# 本所立川
「本所立川」（ほんじょたてかわ）は、葛飾北斎の名所浮世絵揃物『冨嶽三十六景』全46図中の1図。落款は「前北斎為一筆」とある。

## 概要
本作品の画題となっている「本所」とは現代における東京都墨田区南部地域近郊を指す。現代において地域名となっている本所とはかつて本所区として割り当てられた区分を意味するため、江戸時代に呼ばれていた本所とは指す地域が異なる。この地には隅田川と中川を結ぶ竪川という運河が通っており、これを北斎は立川と表記している。
木場に近い立川周辺には材木問屋が立ち並んでいたようで、本作品は材木問屋の建材置場を画角に収め、そこから見える富士山の遠景を描いている。富士山と立川の位置関係から、立川北岸から西南の方角を描いているということになる。うず高く積まれた木材の上に立つ職人に資材を投げ渡す様子や大きな角材に鋸をあてている職人が描かれているが、こうした職人の様子は「江都駿河町三井見世略図」や「遠江山中」でも見られ、北斎の好きなテーマのひとつであったことが窺える。特に富士山の眺望に優れた地であったという話はなく、何故この地を選定したのかについては判っていないが、北斎生誕の地の近辺であったためという説や材木置き場という特殊性に惹かれたためという説などが推察されている。
建材置場を題材とすることで直線を多用した風景を手前に配置し、その先の富士山の三角形と対比させるという、構図の幾何学的な面白さを狙った作品に仕上がっている。また、版元西村屋与八や『冨嶽三十六景』を喧伝するため、右下に立て掛けられた札や木材に「新板三十六不二仕入」「永寿堂仕入」「西村置場」「馬喰丁弐丁目角」のような文言が墨書されている。